# Victoria și-al ei husar
Victoria și-al ei husar (titlul în limba germană Viktoria und ihr Husar) este o operetă în trei acte de Paul Abraham pe un libret de Alfred Grünwald și Fritz Löhner-Beda, după o piesă de teatru de Imre Földes.
Premiera a avut loc la Budapesta, la 1 ianuarie 1929.

## În România
- Teatrul Național de Operetă "Ion Dacian" București a prezentat spectacolul în premieră în 3 octombrie 2004 [1]

## Ecranizări
- Viktoria und Ihr Husar (1954), În rolurile principale: Friedrich Schoenfelder, Hubert Von Meyerinck. Regia: Rudolf Schundler. [2]